# 杜鹃兰
杜鹃兰（学名：Cremastra appendiculata）是兰科杜鹃兰属的多年生草本植物，为珍稀濒危的药用物种，列入中国国家二级重点保护野生植物名录。其干燥假鳞茎在中药中称为毛慈菇，传统上用于清热解毒、化痰散结。
杜鹃兰的种子细小且缺乏胚乳，在自然环境中无法依靠自身的营养储备完成萌发。在萌发及幼苗阶段必须依赖与共生真菌的互作，从后者获取所需的营养。

## 外部連結
- 山慈菇 Shancigu 中藥材圖像數據庫 (香港浸會大學中醫藥學院) （中文）（英文）
- 山慈菇 Shan Ci Gu （页面存档备份，存于） 中藥標本數據庫 (香港浸會大學中醫藥學院) （繁體中文）（英文）

## 扩展阅读
- 維基物種上的相關：杜鹃兰